# Melananthus ulei
Melananthus ulei är en potatisväxtart som beskrevs av L. A. F. Carvalho. Melananthus ulei ingår i släktet Melananthus och familjen potatisväxter. Inga underarter finns listade i Catalogue of Life.